# Капітанівське газоконденсатне родовище
Капітанівське газоконденсатне родовище — належить до Красноріцького газоносного району Східного нафтогазоносного регіону України.

## Опис
Розташоване в Луганській області на відстані 24 км від смт Новоайдар.
Знаходиться в південно-східній частині Дніпровсько-Донецької западини на границі зчленування її зі складчастим Донбасом у межах Красноріцького скиду.
Підняття виявлене в 1964 р. У відкладах палеозою структура являє собою антикліналь північно-західного простягання розмірами по ізогіпсі — 1570 м 3,5х2,0 м, амплітуда 35 м. Півн.-сх. крило антикліналі порушене Красноріцьким скидом.
Перший промисловий приплив газоконденсатної суміші отримано з відкладів башкирського ярусу з інт. 2097—2116 м у 1974 р.
Поклади пластові склепінчасті. Колектори — пісковики. Режим покладів газовий.
Експлуатується з 1982 р. Запаси початкові видобувні категорій А+В+С1: газу — 2044 млн. м³; конденсату — 68 тис. т.